# Centerville (Tennessee)
Centerville – miasto w Stanach Zjednoczonych, w stanie Tennessee, w hrabstwie Hickman. Według danych z 2000 roku miasto miało 3793 mieszkańców.